# Oumou Camara
Oumou Camara, née en 1960 à Siguiri en Guinée, est une ingénieure et une femme politique guinéenne.

## Biographie
Née en 1960 à Siguiri, elle est diplômée du département de génie civil de l'université gamal abdel nasser de conakry d’où elle sort ingénieure en génie civil, option ponts et chaussées

## Carrière professionnelle
Entre 1993 à 2000, Oumou Camara est d’enseignant chercheur chargée des cours et chef de laboratoire géotechnique et matériaux de construction à l’Université Gamal Abdel Nasser de Conakry (département génie civil). Chargée de programmes d'infrastructures et de service, à la délégation de l’UE à Conakry d’octobre 2003 à avril 2014.

## Ministre des travaux publics
Secrétaire générale au ministère des Travaux Publics d’avril 2014 à décembre 2015, période à laquelle elle participe à l’élaboration et le démarrage d’un Programme d’Appui Institutionnel aux ministères des Travaux Publics et des Transports sur financement de l’Union européenne (UE) avant d’être nommée ministre des travaux publics en 2018.
L’entrée au gouvernement d’Oumou Camara s’inscrit dans le cadre de la promotion et l’accès de femmes compétentes à des postes à haute responsabilité et figure parmi les sept femmes de la nouvelle équipe gouvernementale.

## Association des Femmes Ingénieurs de Guinée
Activement engagée dans le renforcement de la formation des jeunes et des femmes en Guinée, Oumou Camara est Membre cofondateur de l’Association des Femmes Ingénieurs de Guinée.